# Moloxco
Moloxco är en ort i Mexiko.   Den ligger i kommunen Xilitla och delstaten San Luis Potosí, i den centrala delen av landet, 220 km norr om huvudstaden Mexico City. Moloxco ligger 803 meter över havet och antalet invånare är 294.
Terrängen runt Moloxco är varierad. Moloxco ligger uppe på en höjd. Runt Moloxco är det tätbefolkat, med 427 invånare per kvadratkilometer. Närmaste större samhälle är Villa Terrazas, 9,0 km nordost om Moloxco. I omgivningarna runt Moloxco växer huvudsakligen savannskog.